# Федеральный закон № 75 (О защите прав пайщиков ПИФов)
Федеральный закон от 1 мая 2019 г. N 75-ФЗ «О внесении изменений в Федеральный закон „Об инвестиционных фондах“ и Федеральный закон „О Российском Фонде Прямых Инвестиций“» - нормативный акт, определяющий основные направления защиты прав пайщиков инвестиционных фондов, в первую очередь — в сфере конфликта интересов. Закон вступает в силу в полном объеме через год после опубликования.

## Новое в законе 75-ФЗ
Как указывается в пресс-релизе Банка России, в соответствии с нормами, устанавливаемым новым законом, управляющие компании и специализированные депозитарии паевых инвестиционных фондов будут обязаны управлять конфликтом интересов, возникающим в процессе оказания услуг. При действиях этих структур  в условиях конфликта интересов без уведомления об этом клиента Банк России получает, согласно закону, полномочия по установлению требований к идентификации и управлению подобными конфликтами. Также регулятор сможет выносить предписания о возмещении нанесенных убытков.  В полномочия Центробанка также войдет возможность запрета на совершение операций или даже аннулирование лицензий управляющих компаний и специализированных депозитариев в случае неоднократных нарушений требований к управлению конфликтами интересов в течение года.
Для квалифицированных инвесторов с введением нового закона инвестиционные возможности ПИФов расширяются. Для этой группы инвесторов снимаются запреты на совершение сделок с элементами конфликта интересов: однако только при условии, что возможность совершения таких сделок напрямую прописана в  правилах доверительного управления.

## Перспективы
По мнению директора Департамента коллективных инвестиций и доверительного управления Центробанка Кирилла Пронина, предлагаемые в законе новации «будут способствовать повышению доверия к рынку коллективных инвестиций и защите прав пайщиков». За 2018 год стоимость чистых активов (СЧА) всех российских ПИФов выросла почти на 14%, превысив 3.3 трлн рублей.